# Robert Howhannisjan
Robert Howhannisjan (armenisch Ռոբերտ Հովհաննիսյան, beim Weltschachbund FIDE Robert Hovhannisyan; * 23. März 1991 in Jerewan) ist ein armenischer Schachspieler. Seit April 2010 trägt er den Titel Großmeister. 2011 erhielten er und Sergej Movsesjan vom damaligen armenischen Staatspräsidenten Sersch Sargsjan die Moses-von-Choren-Medaille, den höchsten armenischen Kulturorden.

## Leben
Robert Howhannisjan studierte am Armenischen Staatlichen Institut für Körperkultur und Sport in Jerewan.

## Einzelerfolge
2008 und 2009 wurde er armenischer U18-Meister. Bei der Juniorenweltmeisterschaft (U20) 2011 in Chennai erreichte er hinter Dariusz Świercz die Silbermedaille. Im selben Jahr gewann er in Jerewan die armenische Einzelmeisterschaft, die seit der Selbständigkeit Armeniens 2011 zum 20. Mal ausgetragen wurde.
Zu den Turnieren, die er gewann gehören die Karen Asrjan Memorials 2013 und 2014 in Dschermuk, das Turnier zum Unabhängigkeitstag in Jerewan 2014 und das 1. Jerewan Open 2016. Bei den Offenen Internationalen Bayerischen Schachmeisterschaften 2014 in Bad Wiessee belegte er punktgleich hinter Alex Lenderman den zweiten Platz.
Beim Schach-Weltpokal 2017 in Tiflis schied Robert Howhannisjan in der ersten Runde mit 1,5 zu 2,5 gegen Maxim Rodshtein aus.

## Mannschaftserfolge
Vereinsschach spielt Robert Howhannisjan in Jerewan und Russland. 2011 nahm er mit MIKA Jerewan am European Club Cup in Rogaška Slatina am Reservebrett teil und gewann seine drei gespielten Partien. In der höchsten armenischen Liga spielte er 2005 und 2006 für die Chess Stars Gjumri, 2007 für die Jerewaner Schachakademie, 2008 erneut für die Chess Stars Gjumri, 2009 wieder für die Jerewaner Schachakademie und 2014 zum ersten Mal am ersten Brett, und zwar für PN BKMA. 2009 und 2014 wurde er mit seinen Vereinen Vizemeister.
2011 wurde Armenien in Ningbo zum ersten Mal Mannschaftsweltmeister. Robert Howhannisjan steuerte dazu am Reservebrett mit einem Schwarzsieg gegen den Ägypter Mohament Ezat bei. An der Mannschaftseuropameisterschaft 2011 in Porto Carras, bei der Armenien den vierten Platz belegte, nahm er ebenfalls am Reservebrett spielend teil, sowie an der Schacholympiade 2022 in Mamallapuram, bei der Armenien Zweiter wurde.
Für Armenien nahm er auch an der Sommer-Universiade 2013 in Kasan teil.

## Normen
Seit Juni 2009 trägt er den Titel Internationaler Meister. Die Normen hierfür erzielte er jeweils mit Übererfüllung bei den Moskau Open 2008 und 2009 sowie zwischendurch beim Herbstturnier 2008 im russischen Swenigorod. Großmeister ist er seit April 2010. Hierfür reichten ihm zwei Normen, die er ebenfalls mit Übererfüllung erzielte: beim Tschigorin-Memorial in Sankt Petersburg im Oktober 2009 und bei seinem 22. Platz bei der Einzeleuropameisterschaft im März 2010 in Rijeka. Da die zweite erzielte Norm bei einer Kontinentalmeisterschaft und in mehr als neun Partien erzielt worden war, wurden die dortigen elf Spiele normentechnisch als 20 Spiele gezählt.